# Formosat-1
Formosat-1, conosciuto anche come Rocsat-1, è il primo satellite per l'osservazione della Terra di Taiwan. 
Il satellite, del peso di 401 Kg, è stato costruito dall’azienda statunitense TRW per conto dell'Agenzia spaziale taiwanese e lanciato il 27 gennaio 1999 da Cape Canaveral con un razzo vettore Athena. 
Formosat-1, lanciato in un'orbita bassa per effettuare osservazioni sulla ionosfera e sugli oceani, ha trasmesso dati per cinque anni e mezzo. La sua missione è terminata il 17 giugno 2004.